# 꿈 (1990년 일본 영화)
《꿈》(夢, Dreams)은 미국에서 제작된 구로사와 아키라 감독의 1990년 드라마, 판타지 영화이다. 테라오 아키라 등이 주연으로 출연하였고 마이크 Y. 이노우에 등이 제작에 참여하였다.
이 영화는 구로사와 아키라가 반복적으로 꾸었던 실제 꿈에서 영향을 받았다. 1990년 칸 영화제에서 상영되었으며 오늘날까지 긍정적인 평가를 받고 있다.

## 줄거리
이 영화는 단일한 내러티브를 가지고 있지 않으며, "대리 구로사와"의 여덟 가지 다른 에피소드 또는 "꿈"을 따라가는 삽화적인 성격을 띠고 있으며, 각 꿈에는 제목이 붙어 있다.

### "햇살 쏟아지는 비"
어린 소년의 어머니는 햇살 쏟아지는 비가 내리는 날에는 집에 있으라고 말하며, 그런 날씨에는 기쓰네(여우)가 결혼식을 올리며, 남에게 보이는 것을 좋아하지 않는다고 경고한다. 소년은 어머니의 말을 어기고 숲 속으로 들어가 기쓰네들의 느린 결혼 행렬을 목격한다. 소년은 그들에게 발각되어 집으로 달려온다. 어머니는 현관에서 아들을 맞이하며 길을 막고, 화난 여우가 집에 들러 단도를 남기고 갔다고 말한다. 어머니는 소년에게 단도를 주며 여우들에게 용서를 빌러 가야 한다고 말하고, 용서를 받지 못하면 집에 돌아올 수 없다고 단호히 말한다. 만약 용서를 받지 못하면 목숨을 끊어야 한다고 경고한다. 소년은 단도를 들고 산으로 향하며, 여우들의 집이 있다고 전해지는 무지개 아래의 장소로 향한다.

### "복숭아밭"
히나마쓰리 (인형 축제)의 봄날, 한 소년이 집 안에서 분홍색 옷을 입은 작은 소녀를 발견한다. 소년은 소녀를 따라 밖으로 나가는데, 그곳은 한때 가족의 복숭아밭이 있던 자리였다. 밭 경사면에 살아있는 인형들이 나타나 자신들이 복숭아나무의 정령임을 밝힌다. 소년의 가족이 밭의 나무들을 베어냈기 때문에, 인형들은 소년을 꾸짖는다. 그러나 소년이 꽃을 사랑했고 나무들이 베이는 것을 원하지 않았다는 것을 깨닫자, 그들은 소년에게 한때의 밭을 마지막으로 볼 수 있게 해주기로 동의한다. 그들은 에텐라쿠에 맞춰 춤을 추어 만개한 나무들을 다시 나타나게 한다. 소년은 신비한 소녀가 활짝 핀 나무들 사이를 걷는 것을 보고 그녀를 뒤쫓아가지만, 그녀와 나무들은 갑자기 사라진다. 소년은 나무들이 있던 그루터기 덤불 사이를 슬프게 걷다가, 그녀가 있던 자리에 활짝 핀 어린 복숭아나무 한 그루가 돋아나 있는 것을 본다.

### "눈보라"
네 명의 등반가 그룹이 끔찍한 눈보라 속에서 산길을 힘겹게 올라간다. 3일 동안 눈이 내렸고, 남자들은 낙심하여 포기할 준비가 되어 있다. 한 명씩 걷기를 멈추고 눈과 확실한 죽음에 굴복한다. 리더는 계속 나아가려고 애쓰지만, 그도 역시 눈 속에 멈춰 선다. 이상한 여자(일본 전설의 유키온나)가 어디선가 나타나 마지막으로 의식을 가진 남자를 유혹하여 죽음에 굴복시키려 한다. 그는 저항하고, 자신의 혼미함과 그녀의 간청을 뿌리치고, 폭풍이 잦아들었으며 그들의 캠프가 불과 몇 미터 떨어져 있다는 것을 발견한다.

### "터널"
제대 후 중대장이었던 한 일본군 장교가 제2차 세계 대전에서 싸우고 돌아오는 길에 해 질 녘 황량한 길을 걷고 있다. 그는 큰 콘크리트 보행자 터널에 다다르고, 그곳에서 짖고 으르렁거리는 대전차견이 나온다. 중대장은 어두운 터널을 통과하여 반대편으로 나온다. 그의 뒤를 따라 그의 팔에서 심한 부상으로 사망했던 그의 병사 중 한 명인 노구치 일병의 유령이 나타난다. 노구치의 얼굴은 푸른색이며 눈은 검게 변해 있다.
노구치는 자신이 죽었다는 것을 믿지 않는 것 같다. 노구치는 근처 산비탈에 있는 집에서 새어 나오는 빛을 가리키며 그곳이 그의 부모님 집이라고 말한다. 그는 다시 그들을 볼 수 없다는 것을 알기에 마음이 찢어지지만, 중대장에게는 여전히 경의를 표한다. 중대장의 뜻에 따라 자신의 운명을 받아들이기로 한 노구치는 터널 안으로 돌아간다.
그 후 젊은 중위가 장교용 칼을 휘두르며 중대장의 전체 3소대가 터널 밖으로 행진해 나온다. 그들은 멈춰 서서 중대장에게 경례를 한다. 그들의 얼굴 또한 푸른색이다. 중대장은 그들이 모두 전투에서 전사했다는 것을 말하려고 애쓰고, 무의미한 전투에 그들을 보낸 것에 대해 자신이 비난받아야 한다고 말한다. 그들은 침묵으로 답한다. 중대장은 그들에게 돌아서서 터널 안으로 다시 행진해 들어가면서 작별 인사를 한다. 슬픔에 잠겨 쓰러진 중대장은 대전차견의 재등장으로 인해 재빨리 다시 일어선다.

### "까마귀"
한 미술 학생이 빈센트 반 고흐의 작품 세계로 들어와 들판에서 그 예술가를 만나 대화한다. 반 고흐는 자화상을 그리는 동안 왼쪽 귀가 문제를 일으켜 잘라냈다고 말한다. 학생은 예술가를 놓치고, 그를 찾기 위해 여러 반 고흐의 작품들을 여행하며, 마지막으로 반 고흐의 까마귀가 나는 밀밭으로 끝난다.

### "붉은 후지산"
후지산 근처의 대형 핵발전소가 노심 용융을 시작했다. 하늘은 붉은 연기로 가득 차고 수백만 명의 일본 시민들이 공포에 질려 바다로 도망친다. 결국, 남자 두 명, 여자 한 명, 그리고 그녀의 어린 두 아이가 바다 가장자리에 홀로 남아 있다. 정장 차림의 나이 든 남자는 젊은 남자에게 나머지 사람들이 바다에 몸을 던져 익사했다고 설명한다. 그는 이어서 쓰레기가 널린 풍경 위로 휘몰아치는 구름의 다양한 색깔이 다른 방사성 동위원소를 나타낸다고 말한다. 그에 따르면 붉은색은 암을 유발할 수 있는 플루토늄-239를, 노란색은 백혈병을 유발하는 스트론튬-90을, 보라색은 선천적 기형을 유발하는 세슘-137을 나타낸다. 그는 그러한 위험한 가스에 색깔을 부여하는 어리석고 무의미한 행위에 대해 언급한다.
이 설명을 들은 여자는 공포에 질려 뒷걸음질 치다가, 책임자들과 그들이 재난 전에 주었던 안전 보장에 대해 분노에 찬 저주를 퍼붓는다. 정장 차림의 남자는 후회를 드러내며, 자신이 재난의 일부 책임이 있음을 시사한다. 캐주얼 차림의 다른 남자는 그들에게 다가오는 여러 색깔의 방사성 구름을 지켜본다. 그가 해변의 다른 사람들에게로 돌아섰을 때, 그는 여자가 울고 있는 것을 본다. 정장 차림의 남자는 바다로 뛰어들어 목숨을 끊었다. 붉은 먼지 구름이 그들에게 다가오고, 어머니는 공포에 질려 움츠러든다. 남은 남자는 자신의 재킷을 사용하여 미약하게 방사성 연기를 부채질하여 어머니와 아이들을 보호하려고 애쓴다.

### "울부짖는 악마"
한 남자가 안개 낀 황량한 산악 지형을 헤매고 있다. 그는 머리에 뿔이 하나 달린 변이된 인간인 오니와 같은 존재를 만난다. "악마"는 핵무기 홀로코스트가 있었고, 그 결과 식물과 동물이 사라졌으며, 그 여파로 인간보다 키 큰 민들레, 기형 동물, 그리고 뿔이 돋아난 사람들이 있다고 설명한다. 그는 황혼 무렵 뿔 때문에 극심한 고통을 느끼지만, 죽을 수 없어서 밤새도록 고통 속에서 울부짖을 뿐이라고 자세히 설명한다. 많은 "악마"들은 이전의 백만장자들과 정부 관리들이었으며, 이제 그들의 죄에 합당한 지옥을 겪고 있다.
"악마"는 남자에게 도망치라고 경고하고, 남자가 어디로 가야 하느냐고 묻자 "악마"는 그도 악마가 되고 싶냐고 묻는다. 공포에 질린 남자는 "악마"가 뒤쫓는 가운데 그 장소를 벗어난다.

### "수차 마을"

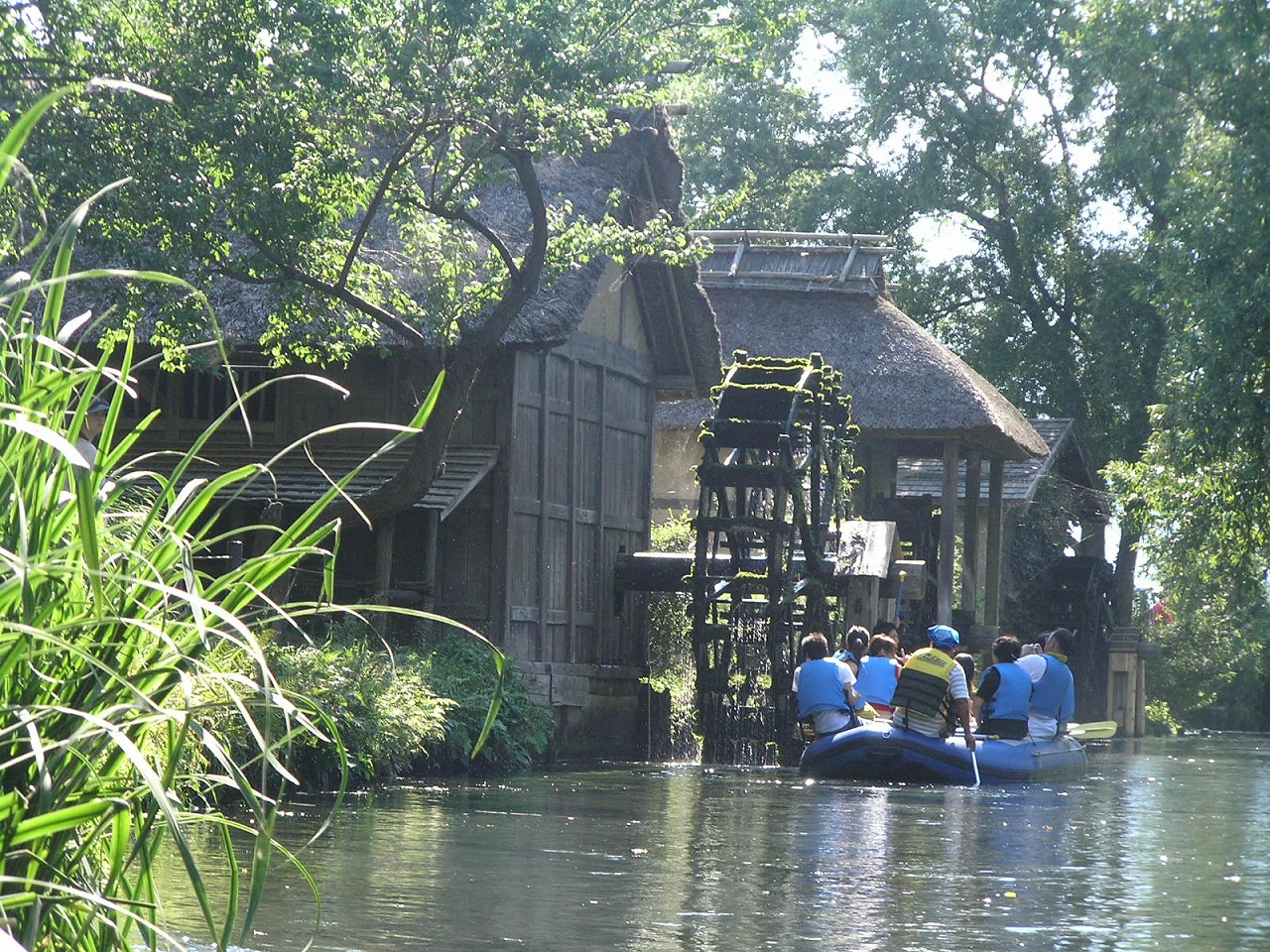
다이오 와사비 농장의 수차

한 남자가 평화로운 시냇물 흐르는 마을로 들어서는데, 아이들이 큰 돌 위에 꽃을 놓는 것을 본다. 그는 고장 난 수차를 고치고 있는 나이 지긋하고 현명한 남자를 만난다. 노인은 젊은 남자에게 마을 주민들은 그곳을 단순히 "마을"이라고 부르며, 외부인들은 "수차 마을"이라고 부른다고 알려준다. 젊은 남자가 마을에 전기가 없는 이유를 묻자, 노인은 자신의 마을 사람들이 오래전부터 현대 기술을 버리기로 결정했으며, 현대 편의의 개념과 자연 오염을 한탄한다고 설명한다.
젊은 남자는 노인에게 아이들이 꽃을 놓았던 돌에 대해 묻는다. 노인은 오래전 아픈 여행자가 그 자리에서 죽었고, 마을 사람들이 그곳에 그를 묻고 그 돌을 묘비로 놓았다고 말한다. 그 이후로 마을에서는 그곳에 꽃을 바치는 것이 관습이 되었다. 젊은 남자와 노인은 근처에서 나이 든 여인의 장례 행렬 소리를 듣는다. 사람들은 그녀의 죽음을 애도하기보다는 그녀의 오랜 삶의 평화로운 끝을 기뻐하며 축하한다. 노인은 행렬에 합류하고, 젊은 남자는 마을을 떠나기 전에 돌 위에 꽃을 놓는다.

## 출연

### 주연
- 테라오 아키라
- 바이쇼 미츠코
- 네기시 토시에
- 하라다 미에코

### 조연
- 이사키 미츠노리
- 나카노 토시히코
- 즈시 요시타카
- 이가와 히사시
- 이카리야 쵸스케
- 류 치슈
- 마틴 스코세이지
- 유이 마사유키

## 기타
- 협력프로듀서: 이이즈미 세이키치
- 협력프로듀서: 앨런 H. 리버트
- 미술: 무라키 요시로
- 미술: 아키라 사쿠라기
- 의상: 와다 에미